# Orthotrichum gracile
Orthotrichum gracile là một loài rêu trong họ Orthotrichaceae. Loài này được Hook. mô tả khoa học đầu tiên năm 1818.